# Mieczyk (akwarystyka)
Mieczyk, mieczonosz – potoczna nazwa kilku gatunków ryb akwariowych. Początkowo nazwą tą określano Xiphophorus helleri, później inne gatunki piękniczkowatych charakteryzujące się obecnością mieczowatego wyrostka na płetwie ogonowej. W języku polskim nazwa mieczyk utrwaliła się dla następujących gatunków:
- mieczyk dwukropek (Heterandria bimaculata)
- mieczyk Hellera (Xiphophorus helleri)
- mieczyk Montezumy (Xiphophorus montezumae)
- mieczyk Nezahualcoyotla (Xiphophorus nezahualcoyotl)
- mieczyk niebieski, mieczyk Alvareza (Xiphophorus alvarezi)
- mieczyk pigmejowaty (Xiphophorus pygmaeus)
- mieczyk żółty (Xiphoporus clemenciae)